# Jack Nebe
Jack Nebe (* 19. September 1994) ist ein südafrikanischer Eishockeytorwart, der seit 2011 bei den Cape Town Storm in der Western Province Ice Hockey League spielt. Sein Bruder Cai ist ebenfalls südafrikanischer Eishockeynationalspieler.

## Karriere
Jack Nebe begann seine Karriere als Eishockeytorwart bei den Cape Town Rams, für die er in der Spielzeit 2010 sein Debüt in der Western Province Ice Hockey League, einer der regionalen Eishockeyligen in Südafrika, deren Meister am Saisonende den südafrikanischen Landesmeister ausspielen, gab. 2012 wechselte er zum Lokalkonkurrenten Cape Town Storm, der ebenfalls in der WPIHL spielt und für den er seither – unterbrochen nur 2013, als er für einige Spiele auf Leihbasis bei den Cape Town Penguins spielte – im Tor steht.

### International
Im Juniorenbereich vertrat Nebe Südafrika bei den U18-Weltmeisterschaften der Division III 2010 und 2011. Bei beiden Turnieren wurde er als bester Torhüter des Turniers ausgezeichnet. 2010 hatte er mit 90,1 % auch die beste Fangquote aller Torhüter und wurde zum besten Spieler seiner Mannschaft gewählt.
Mit der Herren-Nationalmannschaft nahm er an den Weltmeisterschaften der Division II 2012, als er trotz seiner erst 18 Jahre zum besten Spieler seiner Mannschaft gewählt wurde, und 2014 sowie der Division III 2013 teil. Dabei stieg er mit dem Team durch den Sieg beim Heimturnier in Kapstadt 2013 in die Division II auf und trug als Torwart mit der geringsten Zahl an Gegentoren pro Spiel maßgeblich zum Erfolg seiner Mannschaft bei. 2014 erreichte er in der B-Gruppe der Division II hinter dem Spanier Ander Alcaine und dem Neuseeländer Jaden Pine-Murphy die drittbeste Fangquote des Turniers.

## Erfolge und Auszeichnungen
- 2010 Bester Torhüter und beste Fangquote bei der U18-Weltmeisterschaft der Division III, Gruppe B
- 2011 Bester Torhüter der U18-Weltmeisterschaft der Division III, Gruppe B
- 2013 Aufstieg in die Division II, Gruppe B, bei der Weltmeisterschaft der Division III
- 2013 Wenigste Gegentore pro Spiel bei der Weltmeisterschaft der Division III